# Набока, Василий Александрович
Василий Александрович Набока (11 августа 1921, Петропавловка, Екатеринославская губерния — 22 апреля 1945, Германия) — миномётчик 142-го гвардейского стрелкового полка (47-я гвардейской стрелковой дивизии, 8-я гвардейская армия, 1-й Белорусский фронт), гвардии сержант.

## Биография
Родился 11 августа 1922 года в селе Петропавловка (ныне посёлок городского типа в Днепропетровской области Украины) в крестьянской семье. В 1936 году окончил 4 класса школы, работал в колхозе.
В августе 1941 года призван в ряды Красной армии. На фронтах Великой Отечественной войны с января 1942 года.
Во время боёв за высоту 220,8 18—24 июля 1944 года в Ковельском районе Волынской области миномётным огнём уничтожил 2 пулемётные точки, автомашину противника и около 20 солдат. 25 августа 1944 года был награждён орденом Славы 3-й степени.
С 14 по 18 января 1945 года в Польше, командуя миномётным расчётом при прорыве обороны противника, у города Варка на Магнушевском плацдарме с расчётом уничтожил 3 миномёта противника, 1 пулемёт и 20 солдат противника. 4 февраля 1945 года был награждён орденом Славы 2-й степени.
16—17 апреля 1945 года при штурме Берлина находился в боевых порядках. Огнём из миномёта уничтожил 3 пулемётных точек, подавил 2 орудия и уничтожил свыше 40 солдат противника.
22 апреля 1945 года Василий Набока погиб в бою. Похоронен в коммуне Трёбниц возле Берлина. 31 мая 1945 года Указом Президиума Верховного Совета СССР был награждён орденом Славы 1-й степени (посмертно).